# Chiesa di Sant'Antonio di Padova (Grigno)
La chiesa di Sant'Antonio di Padova è la parrocchiale a Tezze, frazione di Grigno in Trentino. Appartiene alla zona pastorale Valsugana - Primiero dell'arcidiocesi di Trento e risale al XX secolo.

## Storia

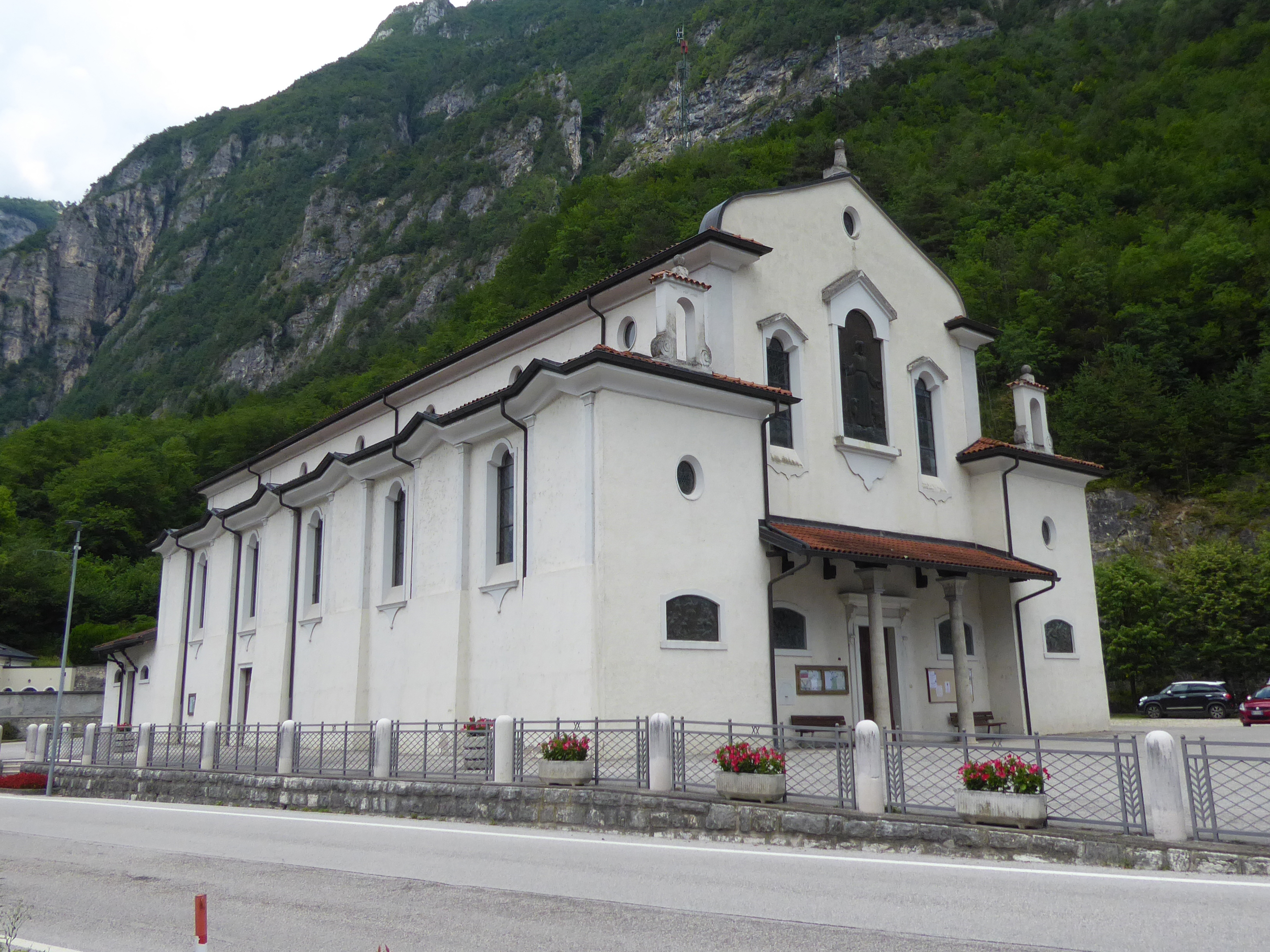
Chiesa di Sant'Antonio di Padova a Tezze.

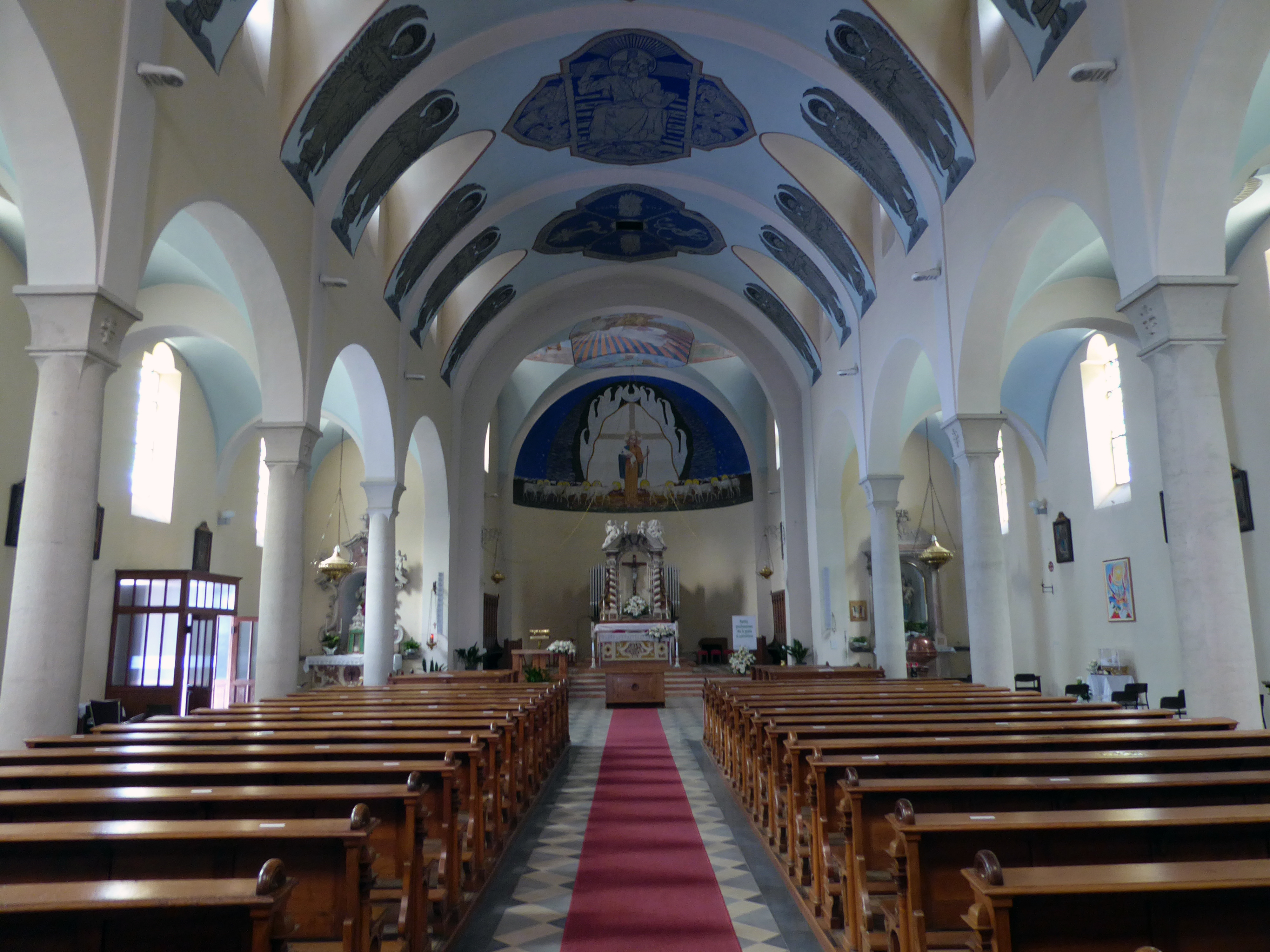
Interno.

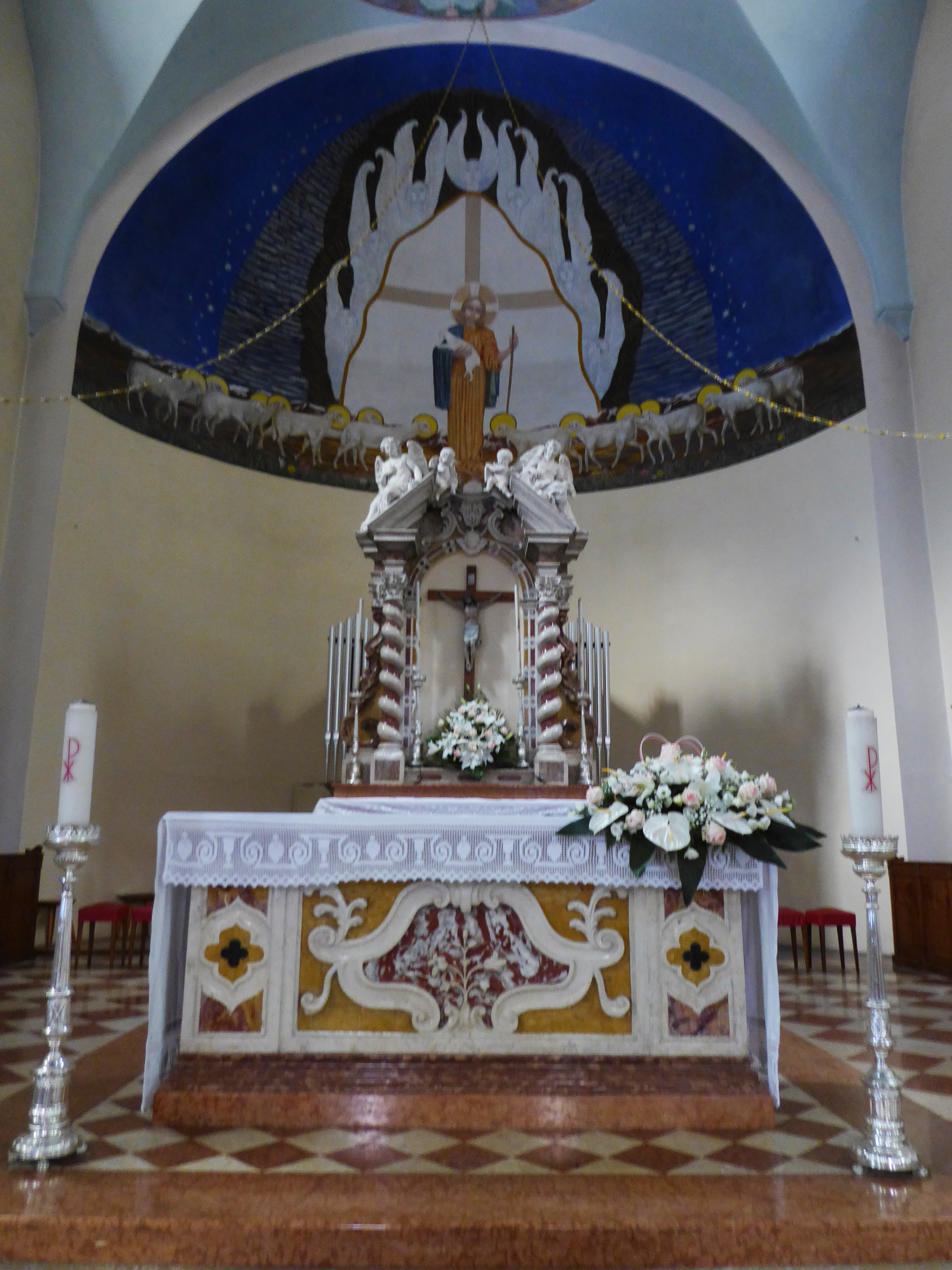
Altare maggiore.

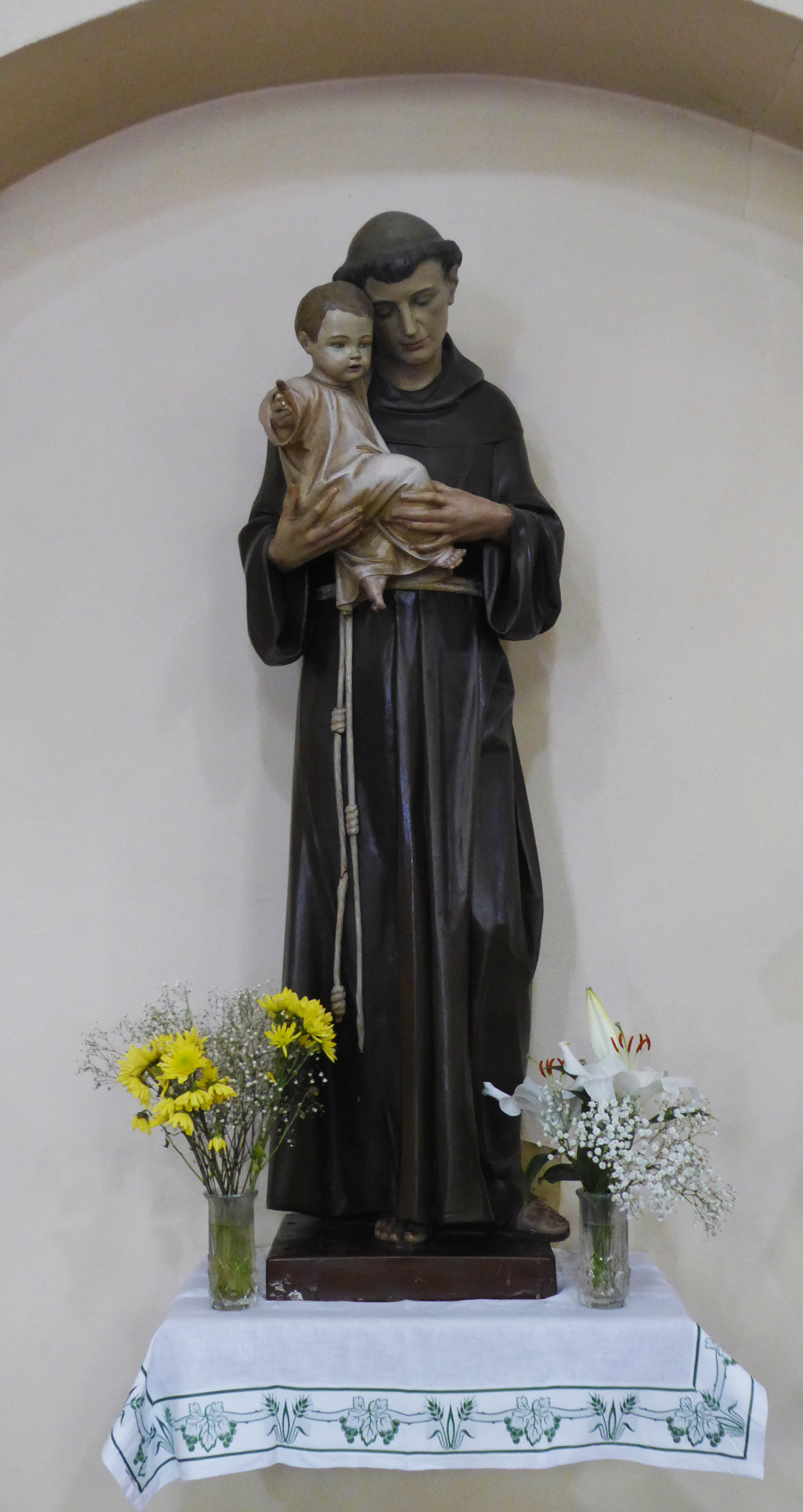
Statua che raffigura il titolare, Sant'Antonio.

Una chiesa parrocchiale a Tezze esisteva dal XVII secolo; subito dopo il primo conflitto mondiale venne giudicata non più adeguata alle necessità dei fedeli: si decise quindi di costruirne una nuova, senza demolire quella vecchia che venne invece sconsacrata e convertita ad uso profano.
Il progetto per il nuovo edificio fu affidato a Ettore Sottsass e, ottenuti i necessari permessi, la prima pietra venne posta nel 1923. Alla direzione dei lavori fu chiamato Ernesto Toller, che aveva a sua volta presentato un progetto per il luogo di culto. Per la sua costruzione vennero utilizzate parti della struttura originale. Quando i lavori furono quasi ultimati, nel 1924, venne celebrata la benedizione della chiesa, officiata dal vescovo di Trento Celestino Endrici.
Negli anni seguenti gli interni vennero completati, arricchiti di decorazioni e dotati di arredi ed impianti. Seguirono interventi nelle parti esterne col completamento del sagrato e di un muro di sostegno. La solenne consacrazione fu celebrata solo a lavori ultimati, il 24 settembre 1934.
Nel secondo dopoguerra del XX secolo la facciata venne completata con una tettoia retta da due colonne e fu arricchita da decorazioni in bassorilievo di bronzo, opera di Marcello Gasperini. Negli anni sessanta fu realizzato l'adeguaguamento liturgico post-conciliare con la conseguente perdita di alcune parti affrescate nella sala.
A partire dalla fine degli anni settanta si sono avuti, sino al 2006, vari interventi conservativi, che hanno riguardato gli intonaci, la copertura del tetto e i dipinti nella sala.

## Descrizione

### Esterni
L'edificio è uno dei più importanti esempi di architettura sacra novecentesca in Trentino. La chiesa ha orientamento verso nord e la facciata si presenta con due avancorpi laterali in corrispondenza delle navate laterali. Il portale di accesso incorniciato ed architravato è protetto da una tettoia che sporge oltre gli avancorpi laterali ed è retta da due colonne rotonde. Sono significativi i quattro bassorilievi in bronzo posti nella parte bassa di forma rettangolare e leggermente lunettati e la grande nicchia sempre con bassorilievo in bronzo posto nella parte superiore centrale, opere di Marcello Gasperini e Marcello Celli affiancata da due alte finestre con vetri policromi. In posizione anteriore si trovano anche i due piccoli campanili a vela.

### Interni
La sala si divide in tre grandi navate. Le navate laterali ricevono luce ognuna da cinque grandi finestre. Il presbiterio è rialzato su quattro gradini e l'adside ha base semicircolare. 
Le decorazioni della sala sono opera di Luigi Bonazza. Nel tabernacolo è interessante lo sportello eseguito da Marcello Gasperini e Marcello Celli